# Alisal (California)
Alisal es un área no incorporada ubicada en el condado de Monterrey en el estado estadounidense de California.

## Geografía
Alisal se encuentra ubicada en las coordenadas 36°40′45″N 121°37′4″O / 36.67917, -121.61778.